# 556e division d'infanterie
La 556e division d'infanterie (en allemand : 556. Infanterie-Division ou 556. ID) est une des divisions d'infanterie de l'armée allemande (Wehrmacht) durant la Seconde Guerre mondiale.

## Création
La 556. Infanterie-Division est formée le 11 février 1940 à partir de la Divisionstab z.b.V. 426 dans le Wehrkreis XII en tant qu'élément de la 9. Welle (9e vague de mobilisation).
Organisée comme une division statique, elle officie le long du West Wall (mur de l'Ouest ou ligne Siegfried) sur le Haut-Rhin où elle prend part à des opérations de protection des frontières, de sécurité et de défenses anti-aériennes.
Après l'invasion de la France, au cours de laquelle elle avance avec le XXXIII. Armeekorps de la 7. Armee en Alsace, la division est dissoute le 13 août 1940.

## Organisation

### Commandants
| Date                           | Grade           | Commandant    |
| ------------------------------ | --------------- | ------------- |
| 12 février 1940 - 13 août 1940 | Generalleutnant | Kurt von Berg |

### Officiers d'opérations (Generalstabsoffiziere (Ia))
| Date                        | Grade | Commandant          |
| --------------------------- | ----- | ------------------- |
| Février 1940 – 13 août 1940 | Major | Sigismund von Krogh |

## Théâtres d'opérations
- West Wall : Février 1940 – Juin 1940
- France : Juin 1940 – Juillet 1940
- Allemagne : Juillet 1940 – Août 1940

## Ordres de bataille
- Infanterie-Regiment 629
- Infanterie-Regiment 630
- Artillerie-Regiment 556
  - I. Abteilung
  - II. Abteilung
  - III. Abteilung
- Beobachtungs-Abteilung 556
- Nachrichten-Kompanie (plus tard, Abteilung) 556
- Versorgungseinheiten 556